# Fukuda Ki-23
Le Fukuda Ki-23 était un planeur construit au Japon à la fin des années 1930. C'était un planeur biplace avec des ailes hautes. Sa structure était en bois,.

## Les références
1. ↑  Robert C. Mikesh, Shorzoe Abe, Japanese Aircraft 1910-1941, London, Putnam Aeronautical Books, 1990  (ISBN 0-85177-840-2).
2. ↑  (de) « Ausbildungs-Segelflugzeug Ki-23 », sur ww2technik.de (consulté le 12 mai 2023).